# Harg, Östhammars kommun

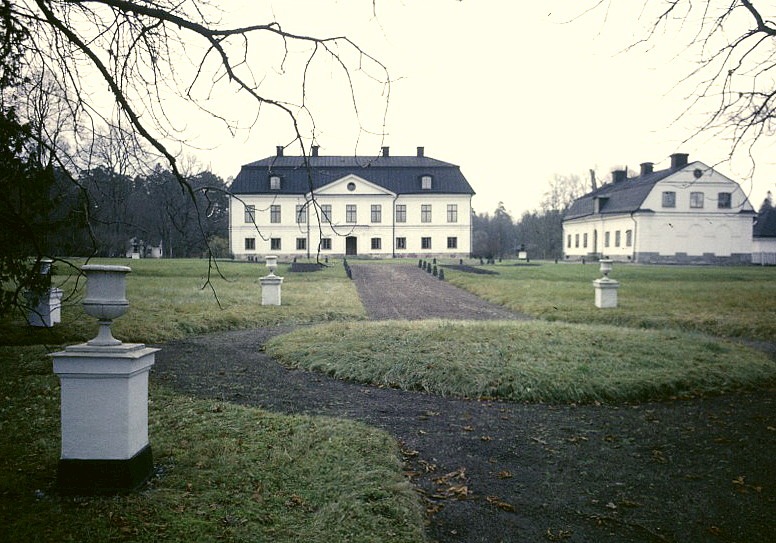
Hargs herrgård 1963.

Harg är kyrkbyn i Hargs socken i Östhammars kommun. Harg är en gammal bruksort, med bland annat en större herrgård. SCB avgränsade här en småort mellan 1990 och 2020.

## Historia
Harg nämns i tillgängliga handlingar som by första gången 1534, men torde vara betydligt äldre. Byn bestod egentligen av två byar, Söderharg och Norrharg som båda har järnåldersgravfält i anslutning till de äldre bytomterna. Namnet visar att här under forntiden fanns en hednisk offerplats. 
Kronan bytte 1638 bort Norr-Harg till landshövding Hans Kyle. Hans arvingar sålde 1664 Harg till riksamiralen greve Gustaf Otto Stenbock, som 1668 fick privilegier att anlägga hamrar och masugn. Samma år köpte även Stenbock Björksta gruva i byn Björksta en mil väster om Harg. Anläggningen utfördes samma år av arrendatorn Isak Mackey. Masugnen kom att uppföras vid Stockby en bit från Harg, medan stångjärnshamrarna kom att uppföras vid Harg. Efter återkommande klagomål från bönderna efter Hargsån vars marker översvämmades av dammarna flyttades den ena av hamrarna på 1670-talet till platsen för den nuvarande Nedre hammaren. Problemen med översvämningar fortsatte dock tills en kanal grävdes mellan den nu utdikade sjön Gisslan och Löhammarsjön. Brist på träkol gjorde att Stenbock 1676 köpte Bennebol där han lät anlägga en masugn varifrån råjärn kunde hämtas till Harg. Efter Mackeys död 1694 arrenderades Harg av Stockholmsköpmannen Henrik Insen senare adlad Insenstierna. Han var gift med Eva Höök, dotter till ägaren av Gysinge bruk, och efter hans död övertog hans änka, och därefter hennes andra make Carl Broman bruket. År 1707 lyckades han köpa loss Harg från Stenbocks dödsbo. Broman drogs dock med trassliga affärer och under en lång tid förvaltades Harg av hans kreditorer, handelshuset Weiland & Hollsten i Stockholm. År 1719 brändes bruket av ryska flottan och alla byggnader förstördes. Ryska armén förde även bort all boskap, alla grödor och allt annat av värde vid bruket. Man erhöll åtta års skattefrihet för att återuppbygga bruket, men återuppbyggnaden gick långsamt. Mycket lite hade blivit klart när Broman avled 1722 och ännu 1730 då hans arvingar sålde det till sedermera landshövdingen friherre Erik Oxenstierna var återuppbyggnaden troligen inte klar. En enkel herrgård fanns, och möjligen började redan Erik Oxenstierna planera uppförandet av en ny herrgård. När han avled 1760 hade dock något sådant bygge påbörjats, först under sonen Carl Oxenstierna kom herrgården att uppföras och stod klar 1765. Erik Oxenstierna instiftade 1756 ett fideikommiss av Harg med underlydande, som upphörde 1969 då den siste fideikommissarien, kabinettkammarherren och friherren Carl Beck-Friis, avled. Harg tillhörde familjen Oxenstierna till 1855, då bruket övergick i släkten Beck-Friis ägo. I slutet av 1921 upphörde stångjärnstillverkningen vid Harg. I stället tog skogsbruket över. På 1890-talet uppfördes en ångsåg mittemot vallonsmedjan. År 1961 lades sågverket ned. Hargs bruk omvandlades 1971 till aktiebolag.

### Befolkningsutveckling
| Befolkningsutvecklingen i Harg 1950–2015      | Befolkningsutvecklingen i Harg 1950–2015 | Befolkningsutvecklingen i Harg 1950–2015 | Befolkningsutvecklingen i Harg 1950–2015 | Befolkningsutvecklingen i Harg 1950–2015 |
| --------------------------------------------- | ---------------------------------------- | ---------------------------------------- | ---------------------------------------- | ---------------------------------------- |
|                                               |                                          |                                          |                                          |                                          |
| År                                            |                                          |                                          | Folkmängd                                | Areal (ha)                               |
| 1950                                          | 1950                                     |                                          | 375                                      |                                          |
| 1960                                          | 1960                                     |                                          | 276                                      |                                          |
| 1965                                          | 1965                                     |                                          | 204                                      |                                          |
| 1990                                          | 1990                                     |                                          | 75                                       | 6#                                       |
| 1995                                          | 1995                                     |                                          | 87                                       | 23#                                      |
| 2000                                          | 2000                                     |                                          | 91                                       | 22#                                      |
| 2005                                          | 2005                                     |                                          | 91                                       | 33#                                      |
| 2010                                          | 2010                                     |                                          | 72                                       | 33#                                      |
| 2015                                          | 2015                                     |                                          | 78                                       | 32#                                      |
| Anm.: Upphörde som tätort 1970. # Som småort. |                                          |                                          |                                          |                                          |

## Kommunikationer
Riksväg 76 går genom Harg och trafikeras av busslinje UL 857 mellan Östhammar och Hallstavik.